# Azambujeira
Azambujeira is een plaats (freguesia) in de Portugese gemeente Rio Maior en telt 538 inwoners (2001).